# Галицкое (Павлодарская область)
Галицкое (каз. Галицкое) — село в Успенском районе Павлодарской области Казахстана. Административный центр Новопокровского сельского округа. Код КАТО — 556447100.

## Население
В 1999 году население села составляло 1153 человека (571 мужчина и 582 женщины). По данным переписи 2009 года, в селе проживало 1192 человека (587 мужчин и 605 женщин).

## История
В 1929 году по разрешению Павлодарского уездного земства на эту территорию переселились 11 семей из села Ребровка. На территории современного Успенского района было 3 участка, которые назывались Баир, Три Розы, Галицкое. Переселенцы могли выбрать один из них и остановились на участке Галицкое. В том же году образовался колхоз «Энергия», объединивший сёла Софиевка и Заборовка Цюрупинского района. Жители Галицкого решили отъединиться от них из-за удалённости, поэтому образовался колхоз «Новая жизнь», в 1935 году переданный в Лозовский район.
В 1971 году в селе начал действовать новый дом культуры.
С 1979 года по март 1993 года правление колхоза имени Карла Маркса возглавлял Виктор Глазырин. В это время хозяйство достигло наибольшего развития. В селе были заасфальтированы все улицы, в 1982 году было сдано здание кафе, в 1986 году было реконструировано здание конторы, открылись дом быта и новая средняя школа (пятая в селе).
В марте 1993 года председателем колхоза имени Карла Маркса стал Александр Касицын. В 1996 году к колхозу Карла Маркса присоединился колхоз «Искра». В 1997 году колхоз был реорганизован и зарегистрирован как Производственный кооператив имени Глазырина. В октябре 1998 года на базе кооператива было образовано Товарищество с ограниченной ответственностью «Галицкое» с общей земельной площадью 39 298 га, в том числе 30 434 га — сельхозугодия, 18 703 га — посевная площадь.